# Підв'язки

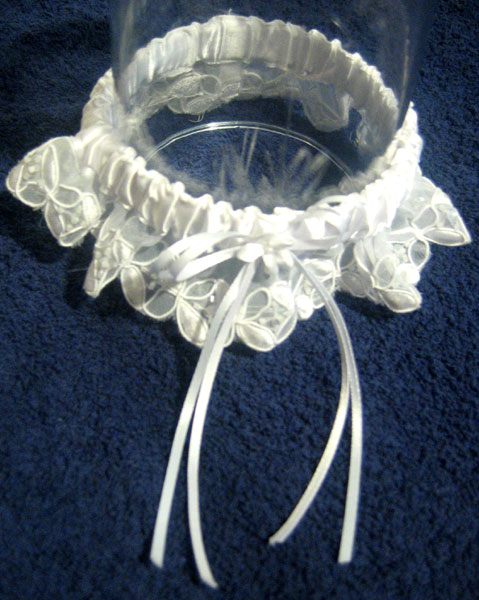
Весільна підв'язка навколо перевернутого келиха

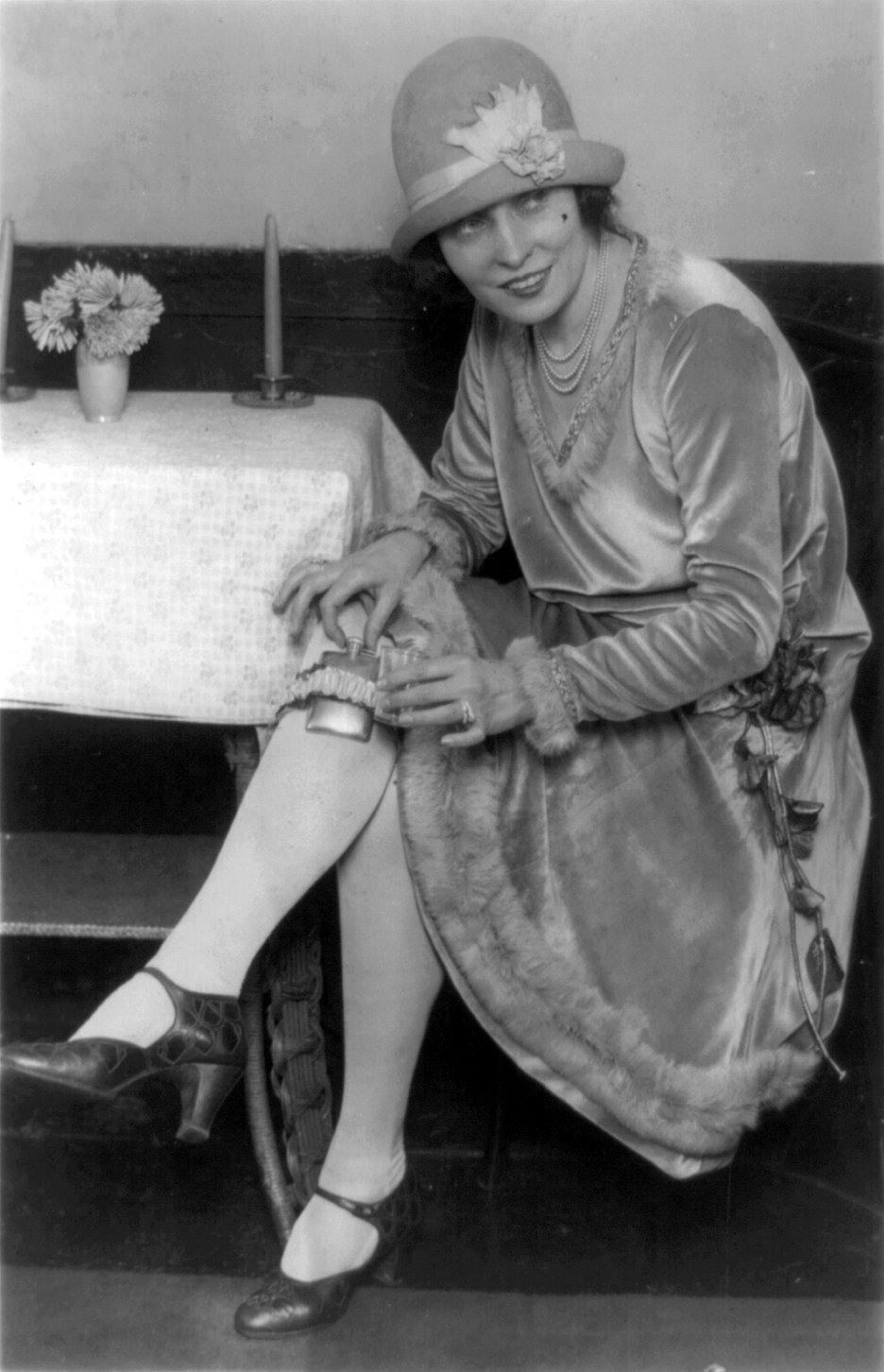
Жінка ховає флягу в підв'язку під час сухого закону

Підв'язки — предмет жіночої білизни, що являє собою гумку або тасьму, які служать для підтримки панчіх.
Зазвичай шириною близько 2–3 см, зроблені з міцної тканини або шкіри. Підв'язки у формі тасьми широко використовувалися в XVIII–XX століттях, носилися трохи нижче коліна, в місці стоншення ноги, не дозволяючи панчохам зісковзувати вниз. З появою панчіх, зроблених з еластомерів, потреба їх носити відпала (в сучасних панчохах прийняла форму силіконової смуги, що тримає панчоху на нозі). Однак попри те, що підв'язки втратили своє функціональне значення, деякі жінки й далі їх носять головним чином унаслідок моди, естетики та сексуальної привабливості. Підв'язки бувають двох видів: одні обхоплюють ногу над коліном, другі кріпляться до особливого елемента одягу — пояса для панчіх.

## Надколінні підв'язки
Надколінні підв'язки (фр. jarretières) — поворозки, якими обв'язують ногу навколо панчохи дещо вище коліна. Вони є важливим атрибутом весільного наряду наречених. Відповідно до ряду традицій жених кидає підв'язку нареченої чоловічій частині гостей весілля. Історично ця традиція обумовлюється вірою в те, що предмет одягу нареченої принесе удачу. Еквівалентом цих дій з боку нареченої є кидання весільного букета неодруженим дівчатам, згідно з повір'ям, та що зловила букет, незабаром одружиться.
На честь підв'язок названий найстарший на сьогодні лицарський орден в світі — Благородний Орден Підв'язки, утворений в 1348 році в Англії. Існує ряд легенд про походження Ордена; найвідоміша пов'язана з графинею Солсбері. Під час танцю з королем Едуардом вона впустила підв'язку і навколишні засміялися, король же підняв підв'язку і пов'язав її на власну ногу зі словами: «Honi soit qui mal y pense» (найбільш точний переклад: «Нехай соромиться той, хто погано подумав про це»), що стали девізом ордена.

## Підв'язки в формі бретель
Підв'язки в формі бретель (фр. jarretelles) — поворозки, стрічки, якими прив'язують панчохи до спеціального пояса. Пояс для панчіх — результат еволюції шосс (колгот-панчіх, характерних для пізнього Середньовіччя). Шосси виготовлялися з нееластичних тканин (льон, сукно) і не могли триматися самостійно: було необхідно використовувати підв'язки в формі тасьми або прив'язувати шосси до пояса, саме в цей момент з'явилися підв'язки в формі резинок. Пояс для панчіх довгий час був суміщений з корсетом, до 30 — років XX століття став незалежною деталлю гардероба, разом з ним еволюціонували і підв'язки. В даний час в практичних цілях використовуються рідко, зазвичай використовуються як фетиш, як для залучення сексуальної уваги, так і для розвитку впевненості у власній сексуальності.